# Női kétpárevezős a 2012. évi nyári olimpiai játékokon
A 2012. évi nyári olimpiai játékokon az evezés női kétpárevezős versenyszámát július 30. és augusztus 3. között rendezték Eton Dorney-ben. A versenyt az Anna Watkins, Katherine Grainger összeállítású brit hajó nyerte az ausztrál és a lengyel egység előtt.

## Versenynaptár
Az időpontok helyi idő szerint, zárójelben magyar idő szerint olvashatóak.
| Dátum                      | Időpont       | Forduló       |
| -------------------------- | ------------- | ------------- |
| 2012. július 30., hétfő    | 10:20 (11:20) | Előfutamok    |
| 2012. július 31., kedd     | 9:50 (10:50)  | Reményfutamok |
| 2012. augusztus 3., péntek | 11:00 (12:00) | Döntő         |

## Rekordok
A verseny előtt a következő rekordok voltak érvényben:
| Világrekord     | Georgina Evers-Swindell, Caroline Evers-Swindell (NZL) | 6:53,80 | Sevilla, Spanyolország   | 2002. szeptember 21. |
| Olimpiai rekord | Kathrin Boron, Kerstin Koeppen (GER)                   | 6:49,00 | Barcelona, Spanyolország | 1992. augusztus 1.   |

A versenyen új rekord született (az első előfutamban):
| Olimpiai rekord | Anna Watkins, Katherine Grainger (GBR) | 6:57,29 | London, Egyesült Királyság | 2012. július 30. |

## Eredmények
Az idők másodpercben értendők. A rövidítések jelentése a következő:
- QA: Az A-döntőbe jutás helyezés alapján
- QB: A B-döntőbe jutás helyezés alapján

### Előfutamok
Két előfutamot rendeztek, öt-öt résztvevővel. Az első két helyezett bejutott az A-döntőbe, a többiek a reményfutamba kerültek.
| Helyezés | Nemzet                                                  | Idő      | Mj       |
| 1. futam | 1. futam                                                | 1. futam | 1. futam |
| -------- | ------------------------------------------------------- | -------- | -------- |
| 1.       | Nagy-Britannia (GBR) · Anna Watkins, Katherine Grainger | 6:44,33  | QA       |
| 2.       | Új-Zéland (NZL) · Fiona Paterson, Anna Reymer           | 6:49,44  | QA       |
| 3.       | Kína (CHN) · Vang Min, Csu Wej-wej                      | 6:50,64  |          |
| 4.       | Hollandia (NED) · Inge Janssen, Elsiabeth Hogerwerf     | 7:00,10  |          |
| 5.       | Csehország (CZE) · Lenka Antosova, Jitka Antosova       | 7:05,05  |          |

| Helyezés | Nemzet                                                     | Idő      | Mj       |
| 2. futam | 2. futam                                                   | 2. futam | 2. futam |
| -------- | ---------------------------------------------------------- | -------- | -------- |
| 1.       | Ausztrália (AUS) · Kim Crow, Brooke Pratley                | 6:48,80  | QA       |
| 2.       | Lengyelország (POL) · Magdalena Fularczyk, Julia Michalska | 6:50,85  | QA       |
| 3.       | Egyesült Államok (USA) · Margot Shumway, Sarah Trowbridge  | 6:55,25  |          |
| 4.       | Németország (GER) · Tina Manker, Stephanie Schiller        | 7:08,36  |          |
| 5.       | Ukrajna (UKR) · Anna Kravcsenko, Olena Burjak              | 7:09,40  |          |

### Reményfutam
Egy reményfutamot rendeztek, hat résztvevővel. Az első két helyezett bejutott az A-döntőbe, a többiek a B-döntőbe kerültek. 
| Helyezés | Nemzet                                                    | Idő     | Mj |
| -------- | --------------------------------------------------------- | ------- | -- |
| 1.       | Kína (CHN) · Vang Min, Csu Wej-wej                        | 7:09,65 | QA |
| 2.       | Egyesült Államok (USA) · Margot Shumway, Sarah Trowbridge | 7:10,37 | QA |
| 3.       | Csehország (CZE) · Lenka Antosova, Jitka Antosova         | 7:11,68 |    |
| 4.       | Németország (GER) · Tina Manker, Stephanie Schiller       | 7:18,37 |    |
| 5.       | Hollandia (NED) · Inge Janssen, Elsiabeth Hogerwerf       | 7:19,80 |    |
| 6.       | Ukrajna (UKR) · Anna Kravcsenko, Olena Burjak             | 7:23,02 |    |

### Döntők

#### B-döntő
A B-döntőt négy résztvevővel rendezték, a reményfutam 3-6. helyezettjeivel.
| Helyezés (Összesített) | Nemzet                                              | Idő     |
| ---------------------- | --------------------------------------------------- | ------- |
| 1. (7.)                | Csehország (CZE) · Lenka Antosova, Jitka Antosova   | 7:24,93 |
| 2. (8.)                | Hollandia (NED) · Inge Janssen, Elsiabeth Hogerwerf | 7:29,57 |
| 3. (9.)                | Németország (GER) · Tina Manker, Stephanie Schiller | 7:33,32 |
| 4. (10.)               | Ukrajna (UKR) · Anna Kravcsenko, Olena Burjak       | 7:36,65 |

#### A-döntő
Az A-döntőt hat részvevővel rendezték az előfutamok és a reményfutamok 1-2. helyezettjeivel.
| Helyezés | Nemzet                                                     | Idő     |
| -------- | ---------------------------------------------------------- | ------- |
| Arany    | Nagy-Britannia (GBR) · Anna Watkins, Katherine Grainger    | 6:55,82 |
| Ezüst    | Ausztrália (AUS) · Kim Crow, Brooke Pratley                | 6:58,55 |
| Bronz    | Lengyelország (POL) · Magdalena Fularczyk, Julia Michalska | 7:07,92 |
| 4.       | Kína (CHN) · Vang Min, Csu Wej-wej                         | 7:08,92 |
| 5.       | Új-Zéland (NZL) · Fiona Paterson, Anna Reymer              | 7:09,82 |
| 6.       | Egyesült Államok (USA) · Margot Shumway, Sarah Trowbridge  | 7:10,54 |